# 九湖弗蛛
九湖弗蛛（学名：Floronia jiuhuensis）为皿蛛科弗蛛属的动物。在中国大陆，分布于湖北等地。该物种的模式产地在湖北。